# Saison cyclonique 2020 dans l'océan Indien nord
La saison cyclonique 2020 dans l'océan Indien nord (cyclones tropicaux dans l'océan Indien nord) n'a pas de date spécifique de début ou de fin selon la définition de l'Organisation météorologique mondiale. Cependant, les cyclones dans ce bassin montrent un double pic d'activité en mai et en novembre.

## Nom des tempêtes
Dans le bassin Indien Nord, un système est baptisé lorsque ce dernier atteint le stade de tempête cyclonique (65 km/h sur 3 minutes). Les noms ont été choisis par des membres du Panel ESCAP/OMM sur les cyclones tropicaux entre 2000 et mai 2004, avant que le CMRS de New Delhi commence à attribuer des noms en septembre 2004. Il n'y a pas de retrait de noms dans ce bassin en cas de cyclone majeur, car la liste n'est prévue pour être utilisée qu'une seule fois. Si un cyclone se déplace dans le bassin voisin Pacifique nord-ouest, il conserve son nom d'origine. La liste des 8 noms prévus cette saison sont disponibles ci-dessous. 
| STC  | Amphan  |
| TCS  | Nisarga |
| Inc. | Gati    |
| Inc. | Nivar   |

| Inc. | Burevi  |
| Inc. | Tauktae |
| Inc. | Yaas    |
| Inc. | Gulab   |

| STC  | Amphan  |
| TCS  | Nisarga |
| Inc. | Gati    |
| Inc. | Nivar   |

| Inc. | Burevi  |
| Inc. | Tauktae |
| Inc. | Yaas    |
| Inc. | Gulab   |

| Cyclone | Décès | Dommages         |
| ------- | ----- | ---------------- |
| Amphan  | 113   | 13,6 milliards $ |
| ARB 01  | 3     | Inconnus         |
| Nisarga | 6     | 665 millions $   |
| BOB 02  | 98    | 681 millions $   |
| Total   | 235   | 14,9 milliards $ |

## Cyclones tropicaux

### Super tempête cycloniqueAmphan
A la mi-mars, le JTWC suivait une zone suspecte au sud du golfe du Bengale et qui avait de grandes chances de se développer. Le 16 mai 2020, le CMRS de New Delhi a commencé à émettre des bulletins sur la dépression BOB 01, qui se trouvait toujours au sud du golfe du Bengale, mais dont la trajectoire s'orientait vers le Nord. Elle fut renommée tempête cyclonique Amphan peu après par le centre météorologique régional spécialisé de New Delhi (IMD). Ce matin-là, des avertissements de glissements de terrain et d'inondations ont été lancés dans certaines parties de l'est du Sri Lanka et l'État indien du Kerala.
À 9 h UTC le 17 mai, Amphan s'était intensifié en une tempête cyclonique très sévère. En moins de 12 heures, la tempête a développé un œil et a commencé à s'intensifier rapidement, devenant une tempête tropicale extrêmement sévère. Selon le Joint Typhoon Warning Center (JTWC), il s'est intensifié de manière explosive, passant d'un ouragan équivalent à la catégorie 1 à un de catégorie 4 en seulement 6 heures. Le lendemain matin vers 10 h 30 UTC, le CMRS de New Delhi a déclaré Amphan comme une super tempête cyclonique avec des vents soutenus sur 3 minutes de 240 km/h et une pression centrale de 925 hPa. 2020 devient ainsi la 2ème saison cyclonique d'affilée avec au moins une super tempête cyclonique, l'année précédente ayant vu Kyarr en mer d'Oman. Au même moment, le JTWC estimait les vents soutenus sur 1 minute à 270 km/h, équivalent à un ouragan de catégorie 5 sur l'échelle de Saffir-Simpson.
Tôt le 18 mai, l'imagerie micro-ondes montrait qu'un cycle de remplacement du mur de l'œil était en cours avec la présence de deux parois oculaires concentriques distinctes, typiques des cyclones très intenses. Tout au long de la journée, Amphan a eu du mal à achever ce remplacement ce qui l'a donc laissé vulnérable au cisaillement du vent et à une intrusion d'air sec débutée tard le 18 mai dans la partie nord-ouest du mur. L'augmentation du cisaillement du vent dans le quadrant est du système l'a continuellement dégradé et rendu moins symétrique.
Vers 12 h UTC le 20 mai, Amphan a touché la côte près de Bakkhali au Bengale-Occidental (Inde) avec des vents soutenus de 155 km/h. Alors qu'il s'enfonçait à l'intérieur des terres, il s'est rapidement affaibli et seulement six heures plus tard, le JTWC l'a déclassé en un cyclone équivalent à un ouragan de catégorie 1. C'était son dernier avertissement pour le système qui devenait désorganisé et se dirigeait vers le nord-est et l’Assam.
En plus de l'Inde, Amphan a touché le Bangladesh et le Sri-Lanka. Il causa également une submersion marine avec des vagues jusqu'à 3 mètres de hauteur, plusieurs villages au sud de Calcutta sont détruits, au moins 84 personnes sont mortes selon les premiers bilans (dont 72 en Inde et 10 au Bangladesh), et trois millions de personnes ont été évacuées dans la province du Bengale-Occidental.

### DépressionARB 01
Une onde tropicale au large d'Oman a donné une dépression tropicale près de Salalah le 29 mai. Elle est vite entrée dans les terres et s'est dissipée tout en laissant d'importantes quantités de pluie.
L'autorité publique de l'aviation civile (PACA) à Oman a conseillé aux résidents de faire preuve de prudence et de ne pas s'aventurer dans les zones basses ou en mer. Le Comité suprême a demandé aux gens de rester chez eux dans des circonstances non urgentes. L'hôpital de Sadah a été évacué alors que la dépression s'intensifiait. Plus de 200 mm de pluie sont tombés dans le gouvernorat du Dhofar le 29 mai où certaines régions ont reçu l'équivalent de deux ans de précipitations. Le total des précipitations le plus élevé a été mesuré à Mirbat avec 1 055 mm sont tombés.
Deux jours de fortes pluies, donnant 260 mm à Salalah, ont provoqué des inondations. Les opérations au port de furent interrompues par la dépression tropicale. Les résidents du centre-ville ont connu des perturbations dans les services d'électricité et d'eau. Des policiers militaires ont été dépêchés pour dégager les routes et transporter par avion des personnes prises au piège par les inondations. Des équipes d'ingénieurs du ministère de la Défense ont été déployées pour restaurer les services publics et rendre l'air si nécessaire. Deux personnes ont été retrouvées mortes dans un oued en raison d'inondations soudaines, tandis qu'une autre personne est décédée et trois ont été blessées lors de l'effondrement d'un bâtiment. Plus de 50 personnes ont été sauvées des inondations.

### Tempête cyclonique sévèreNisarga
Le 31 mai 2020, une zone de basse pression s'est développée au-dessus du sud-est de la mer d'Arabie et y est demeurée jusqu'au 31 au soir. Elle s'est renforcée en une dépression tropicale à environ 340 km au sud-ouest de Goa le 1er juin. Le lendemain vers midi, la dépression s'est intensifiée en une tempête cyclonique recevant le nom de Nisarga. Elle s'intensifiera rapidement en une tempête cyclonique sévère plusieurs heures plus tard avec une intensité équivalente à un ouragan de catégorie 1 dans l'échelle de Saffir-Simpson.

### Dépression BOB02
Après trois mois d’inactivité, le 11 octobre, une dépression s’est formée au-dessus du centre-ouest de la baie du Bengale, bien que le système ait été observé à l’origine près des îles Spratly au-dessus de la mer de Chine méridionale le 6 octobre. Il a touché terre près de Saïgon et s’est affaibli pour devenir une cellule basse pression en traversant la péninsule d’Indochine et réapparu dans la mer d’Andaman le 9 octobre. Il s’est intensifié dans une zone de basse pression bien marquée, puis dans une dépression au-dessus de la baie du Bengale le 10 octobre. Le 12 octobre, elle s’est encore intensifiée dans une profonde dépression, restant pratiquement stationnaire sur la même région.
Après cela, BOB 02 s’est déplacé vers l’ouest-nord-ouest et a touché terre dans l’Andhra Pradesh près de Kakinada aux premières heures du 13 octobre et s’est affaibli à nouveau dans une dépression. En raison de BOB 02, Yanam (Puducherry), Andhra Pradesh, Telengana, Kerala, Maharashtra et le Karnataka côtier ont connu de fortes pluies les 12 et 13 octobre, avec Hyderabad 32 cm de pluie torrentielle, créant des crues soudaines dans la ville d’ici le 13 octobre. Au moins 50 personnes sont mortes dans différentes parties de Telengana (dont au moins 19 dans la capitale Hyderabad), 10 dans l’Andhra Pradesh, et 38 dans le Maharashtra. Il y a eu des pertes de cultures extrêmes dans le Nord du Karnataka, l’Andhra Pradesh et Telengana en raison des inondations. Le Premier Ministre de Telengana a estimé les coûts des dommages à  environ 682 millions de dollars américains. Le système s’est affaibli dans une zone de basse pression bien marquée dans le centre-sud du Maharashtra dans la soirée du 14 octobre. Bien que la circulation à basse altitude du système ait été partiellement exposée en raison du fort cisaillement vertical du vent et de l’interaction continue avec le sol, le JTWC a émis un nouvel avis de cyclone tropical le 15 octobre. La DGI a également prévu que BOB 02 se rétablirait dans la mer d’Oman. La zone de basse pression s’est intensifiée jusqu’à la dépression ARB 03 aux premières heures du 17 octobre.

Le système a retardé de près d’une semaine le retrait de la saison de mousson, ce qui a été aggravé par la Dépression ARB 03 et la Dépression BOB 03.

### DépressionARB 03
Le 17 octobre, les vestiges de la dépression profonde BOB 02 se sont intensifiés en dépression dans la mer d’Arabie centrale orientale. En se déplaçant vers l’ouest, le système s’est dissipé dans une basse pression bien marquée le matin du 19 octobre au-dessus de la mer d’Arabie du centre-ouest en raison de conditions atmosphériques défavorables. On a conseillé aux pêcheurs de ne pas aller en mer en raison des conditions de mer très difficiles. De fortes pluies se sont produites au large de la côte de Mumbai et de ses environs en raison du système. Aucun avertissement n’a été émis par la DGI, car aucun impact terrestre n’a eu lieu dans la péninsule arabique.

Le retrait de la mousson a été retardé d’une semaine au Maharashtra en raison de l’ARB 03.

### Dépression BOB03
Le 20 octobre, une faible pression s’est formée au-dessus de la baie centrale du Bengale. Le système est ensuite devenu plus bien marqué le 21 octobre sur la baie centrale ouest du Bengale. Elle s’est encore intensifiée en dépression au nord-ouest de la baie du Bengale et sur la côte adjacente d’Odisha. Le système a traversé le nord du Bengale-Occidental et s’est déplacé sur la côte bangladaise adjacente le midi du 23 octobre avec une vitesse de vent maximale de 45 km/h. Le système s’est affaibli dans une zone de basse pression bien marquée, à 50 km au nord-nord-ouest de Dhaka, le matin du 24 octobre.